# أسس التفكير العلمي
أسس التفكير العلمي  كتاب للفيلسوف المصري زكي نجيب محمود (1905 - 1993) صدر عام 1977 عن دار المعارف في 67 صفحة. يوضح الكاتب الفرق بين لفظتي التجريد والتعميم، ويشرح أثر معناهما في التفكير العلمي. يؤصل الكاتب لفكرة تعدد وجهات النظر الصحيحة لنفس الموضوع.

## محتوى الكتاب
(1) مجالات مختلفة
(2) وعلوم مختلفة
(3) وقفة عند التفكير الرياضي
(4) ووقفة أخرى عند المنهج التجريبي
    (تحويل الكيف إلى كم – التفكير العلمي موضوعي)
(5) وماذا عن العلوم الإنسانية
(6) العلم وحده لا يكفي

## مقتطفات من الكتاب
(1) مجالات مختلفة
هذه صفحات أكتبها عن أسس التفكير العلمي موجهة إلى القارئ العام؛ وأول ما أريد لهذا القارئ العام أن يتبيَّنه في وضوح ناصع، لكي يتجنب كل لَبس بين المتشابهات؛ هو أن للإنسان مجالات مختلفة يتحرك فيها بنشاطه الذهني، فليس العلم أو التفكير بمنهج العلم هو مجاله الوحيد، بل إن له ميادين كثيرة أخرى، ولكل ميدان منها موازينه الخاصة؛ فإذا قلنا فيما يلي من الصفحات إن المنهج العلمي يقتضي كذا وكذا من الشروط وقواعد السير؛ فلسنا نعني إلا مجال العلم وما يدور مداره، وأما غير العلم من ميادين النشاط الإنساني فليس هو موضوعنا هنا. إن ما سوف نوجز القول فيه هنا لا ينطبق - مثلا - على مجال الفن والأدب، ولا على حياة الإنسان الوجدانية بصفة عامة؛ وليس الأمر في حياة الإنسان الشاملة، هو أن نقول له: إما أن تكون ذا منهج علمي في تفكيرك وإما ألا تكون؛ كلا، بل شأن الإنسان في حياته هو أن يكون هذا وهذا وذاك وذلك في حياة واحدة؛ لكنه مع ذلك - مطالب بأن يلتزم في كل ميدان منهاجه الملائم، على أن نتذكر هنا بأن الملاءمة في هذا الميدان أو ذاك - ليست فرضا مصبوبًا على الإنسان من حيث لا يدري، فلا حيلة له إلا أن يصدع بما فُرض عليه، بل إنه لفرض وجب التزامه على ضوء خبرة الإنسانية عبر تاريخها الطويل؛ فإذا قيل لنا: إن منهاج العلم هو كذا وكيت؛ كان معنى ذلك أن خبرة الإنسان في محاولاته قد دلَّت على أن هذا المنهاج المعني هو أفضل طريق للسير في مجال البحث العلمي، دون أن يمنع ذلك من أن يُدخل عليه من التعديلات ما يتبني أنه الأصلح.
إنه إذا قال شاعر كأبي العلاء: «ما أظن أديم الأرض إلا من هذه الأجساد» فلا يجوز أن يتعرض له عالم الجيولوجيا قائلاً: لقد أخطأت، فسطح الأرض ليس مقتصرا في عناصره على العناصر التي تتكون منها أجساد البشر، بل فيه ما ليس في هذه الأجساد من عناصر؛ لا، لا يجوز لعالم الجيولوجيا أن يعترض على الشاعر بمثل هذا؛ لأن للشاعر مقياسا يُقاس به صوابه الشعري، غير المقياس الذي يُقاس به الصواب والخطأ في العلم؛ فعندما قال أبو العلاء إن أديم الأرض - في ظنه - ليس إلا من أجساد بشرية كانت كأجسادنا، لكن جاءها الموت فبليت وتحلَّلت وباتت ترابًا من هذا التراب الذي ندوس عليه بأقدامنا – فإنما أراد أن يحد من غرور الإنسان بنفسه، وهو هدف لا يتَّصل من قريب ولا من بعيد بهدف عالم الجيولوجيا حين يُحلِّل تربة الأرض إلى عناصرها ليعلم ما مكوناتها؛ ولكل من الشعر والعلم ميزان خاص؛ أما ميزان الشعر الجيد فهو من شأن نقاد الأدب، وأما ميزان العلم الصحيح فهو في أيدي من ألموا بأصول المنهج العلمي.
ونحن إذا ما قصرنا أنفسنا هنا على مجال التفكير العلمي وحده، فسرعان ما يتبين لنا - بعد نظرة فاحصة - أن المجال يتفاوت محتواه تفاوتًا بعيدا، فمن هذا المحتوى ما ليس ينطبق إلا على مجال ضيِّق في دنيا الأشياء، ومنه ما يتَّسع مدى تطبيقه حتى ليشمل كل شيء في الوجود؛ فقارن - مثلا - بين حقيقة تقال عن دودة القطن كيف تولد وتحيا وكيف تموت، أو حقيقة أخرى تُقال عن جبل المقطم وأنواع صخوره، أو عن السد العالي وطريقة بنائه والأهداف التي يحققها، قارن أمثال هذه الحقائق بحقيقة عن سرعة الضوء أو حقيقة عن تركيب الذرة وما فيها من كهارب، أو عن الجاذبية وقانونها؛ فهذه كلها مقارنات تخرج منها بنتيجة، هي أن الحقائق العلمية ليست كلها من درجة واحدة، بل هي درجات تتصاعد من حيث التجريد والتعميم. ولما كان لهاتين اللفظتين: «تجريد» و«تعميم» أهمية بالغة في تصورنا للأسس التي يُقام عليها التفكير العلمي، فلنقف عندهما قليلا في هذا الموضع من سياق الحديث: أما التجريد فهو - كما هو ظاهر من المعنى المباشر لهذه الكلمة - خلع للصفات عن الأشياء التي تتَّصف بها، كما نخلع عن اللابس ثيابه التي تكسوه؛ فإذا كان هذا الذي بين يدي الآن قلما معينًا خاصا، ربما استطعت تمييزه من سائر الأقلام بعلامات فردية أعرفها فيه، فإنه إذن شيء بذاته، محدد معلوم، له فرديته وخصوصيته، ولا بد أن يكون له في كل لحظة زمنية مكان معروف؛ لكن قلمي هذا ليس هو أول الأقلام ولا آخر الأقلام في هذه الدنيا التي تعج بأشيائها، بل هنالك غيره أقلام كثيرة، كانت وكائنة وسوف تكون؛ وهي إن اختلفت في ألوانها وأحجامها وطرائق صنعها فبينها جانب تشترك فيه، وإلا فما يصح لنا أن نشركها جميعا في اسم واحد يسميها، وهو الاسم «قلم»، فإذا ما بلغنا الدرجة التي نطلق عليها هذا الاسم الشامل برغم أوجه الاختلاف التي تميز بعضها، فلا بد أن نكون عندئذ قد اطرحنا بعقولنا عددا كبيرا من صفاتها الجزئية التي كانت تختلف فيها؛ لا بد أن نكون قد أطرحنا صفات اللون والحجم وطريقة الصنع، لنُبقي على المهمة التي تؤديها، والتي هي موضع الاشتراك بينها، لكننا حين نخلع عن الأقلام المفردة صفاتها المميزة لها - على هذا النحو - فإنما نكون قد بعدنا عن الواقع الحسي كما يقع فعلا وكما تدركه حواسنا فعلا، إذ الواقع الحسي ليس فيه إلا أفراد ومفردات، وحواسنا من بصر وسمع ولمس وغير ذلك - ليس في وسعها إلا أن تتَّصل بتلك الأفراد أو المفردات؛ أما إذا خلعنا عن هذه الأشياء الجزئية الواقعية صفاتها التي تتعين بها، أعني إذا نحن «جردناها» مما كانت تكتسي به من تلك الصفات، بحيث لا يبقى لنا منها إلا فكرة، أو مفهوم ذهني، ليس هو مما يدركه بصر ولا سمع، بل هو مما تتصوره الأذهان - فإن أداتنا عندئذ في عملية الإدراك تكون هي «العقل» لا الحواس، برغم أن هذا العقل لم يدرك ما أدركه إلا مستندا إلى أقلام جزئية في عالم الواقع المحسوس.
ذلك هو «التجريد» الذي - إذا ما دخلت مجال التفكير العلمي - رأيته شرطا في كل فكرة علمية؛ فمعرفتنا لجزئية واحدة لا تكون علما؛ لأن الجزئية الواحدة وهي معزولة عما عداها لا تكون من قبيل القوانين العلمية العامة التي تشملها وتشمل غيرها من بنات جنسها، ولعلك قد لحظت في هذين السطرين الأخريين كلمتَي «معرفة» و«علم» – حين قلنا إن «معرفتنا» للجزئية الواحدة لا تكون «علما»، مما يبين لك أن المعرفة بالأشياء أوسع من العلم الخاص بها، فما كل ما «تعرفه» هو من قبيل العلوم، لكن كل حقيقة علمية ضرب من المعرفة، فلقد تعرف خصائص تميِّز أباك أو أخاك أو صديقك دون سائر الناس، فلا يكون ذلك هو ما نقصده بعلم النفس أو بغيره من علوم الإنسان، لأن هذه العلوم تجرد المعارف الجزئية من خصائصها الفردية، لتصل إلى فكرة تشملها جميعا، وها هنا تصبح الفكرة «علمية» ما دامت قد استندت بحق إلى ركائز من معارف جزئية أدركناها إدراكا صحيحا. والفكرة المجردة إذا بلغناها، وجدناها بالضرورة فكرة «عامة» تصدق - لا على فرد واحد، أو موقف جزئي واحد، بل تصدق على مجموعة الأفراد أو مجموعة المواقف المتجانسة.
.......
(2) وعلوم مختلفة
فإذا دخلنا ساحة العلوم، ألفيناها صنوفًا مختلفة: فهنالك علوم الرياضة بفروعها، كما أن هنالك علوم الطبيعة بأنواعها، وإلى جانب هذه وتلك مجموعة ثالثة يحارون في تسميتها، فأحيانًا يطلقون عليها علوما اجتماعية، وأحيانًا أخرى يؤثرون لها اسم العلوم الإنسانية؛ فربما كان أول سؤال يفرض نفسه علينا عند رؤية هذه الصنوف المختلفة من العلوم، هو: هل تشترك هذه كلها في نمط فكري واحد هو الذي نريد له أن يسمى بالتفكير العلمي؟
.......
(3) وقفة عند التفكير الرياضي
عندما يسأل السائلون عن أسس التفكير العلمي، فكثيرا جدا ما تنصرف الأذهان إلى نوع واحد من نوعي هذا التفكير، وهو ذلك الذي يجري في ميدان العلوم الطبيعية التجريبية، وقلَّما يتنبَّه السائلون أو المجيبون أن ثمة نوعا آخر، يخالف منهج العلوم الطبيعية اختلافًا جوهريا من رأسه إلى قدمه، وأعني به التفكير الرياضي، آخذين لفظة «الرياضة» هنا بأعم معانيها، التي تشمل مع علوم الجبر والحساب والهندسة وما إليها، علوما أخرى، ليست الأرقام لغتها، ولكنها مع ذلك تنهج النهج نفسه في خطوات السير من الفروض الأولى نزولا إلى النتائج التي تتولد من تلك الفروض.
........
(4) ووقفة أخرى عند المنهج التجريبي
وها هنا قد نُطيل الوقوف بعض الشيء؛ لأن هذا الضرب من التفكير، الذي هو محور العلوم الطبيعية وما يجري مجراها من حيث منهج السير، هو عادة ما يشغل أذهان الناس إذا ما ناقشوا أمرا يتَّصل «بالتفكير العلمي»؛ إنهم قلَّما يتذكرون أن عملية استخلاص النتائج من الفروض، أيٍّا كانت تلك الفروض، أيضا تفكير علمي ذو أهمية بالغة في تاريخ الإنسان العقلي، وفي مواقفه العلمية في شتى الميادين؛ أقول إن الناس قلما يتذكرون ذلك، ولا يشغلهم في المقام الأول إلا ذلك الضرب من التفكير العلمي الذي ينصب على الطبيعة وظواهرها، وإنه ملما يسترعي النظر، أنه بينما كان التفكير الرياضي (بالمعنى الواسع لهذه العبارة؛ أي المعنى الذي يصدق على أية عملية فكرية تشتق نتائج من فروض) أقول إنه بينما التفكير الرياضي ضارب في القدم إلى جذور التاريخ، نرى التفكير العلمي بمعناه التجريبي الطبيعي حديث الولادة، حديث الظهور؛ فيمكن القول بصفة عامة إن الفكر اليوناني القديم بأسره، وما تلاه على مدى قرون العصور الوسطى، كان «رياضيٍّ» في منهجه؛ بمعنى أنه كان فكرا يضع بين يديه أصلا أو أصولا مسلَّما بها، ثم يأخذ في استخراج ما يترتب عليها من حقائق مستنتجة.
........

### (4 - 1) تحويل الكيف إلى كم
من حق القارئ علينا — قبل أن نمضي في الحديث عن هذه الخاصة من خصائص التفكير العلمي — أن نحدد له المعنى المقصود بهاتين الكلمتين الهامتين في ميدان الفكر الفلسفي كله (وأحد جوانبه «فلسفة العلوم» التي نحن الآن بصدد الحديث عنها)؛ أما «الكيف» فنشير به إلى صفات الأشياء التي قد نذكرها إذا ما سئلنا عنها سؤالًا يبدأ بكلمة كيف؟ لكن ذلك القول وحده غير كافٍ للتوضيح، فنقول:
هنالك مستويان لإدراك الإنسان لبيئته، يرتبط أحدهما بالآخر ارتباط الأدنى بالأعلى، أو ارتباط الخطوة الأولى بالخطوة التالية في مراحل السير، وهما مستوى الإدراك الذي نتعامل على أساسه في حياتنا العملية، ومستوى الإدراك الذي نرتفع إليه في حياة البحث العلمي في صُوَره المتقدمة، كالتي نراها في علوم الفيزياء والكيمياء. وأما في المستوى الأول الذي يتعامل الناس فيه بعضهم وبعض في حياتهم اليومية، فإن المدار عندئذٍ يكون هو الإشارة إلى الأشياء والحوادث بأوصافها الظاهرة للحواس، أو بمنافعها وطرائق استخدامها في الحياة العملية، فيُقال: ماء، وكرسي، وشجرة، ومِلعقة، ومِلح، وورق، وهواء، وثياب، وطعام … إلخ إلخ، فإذا أمعنتَ في النظر في هذه الأسرة الضخمة من ألفاظ اللغة كما يستخدمها الناس في شئون حياتهم اليومية — وجدتها في حقيقة أمرها ذوات دلالات تتناول الأشياء والكائنات في جملتها لا في عناصرها التحليلية، فيُؤخذ «الماء» وكأنه كائن لا ينحل إلى عُنصرَيه من أوكسجين وهيدروجين؛ لأنه وهو «ماء» مُركَّب على نحو ما نألفه في حياتنا يستخدم في أغراضنا المختلفة المتعلقة به، كالشرب والغسل والري والسباحة وغير ذلك؛ حتى إذا ما تناوله علم الكيمياء، لم يجعله «ماء» على النحو المُركب الذي نعرفه، بل يظل به تحليلًا في أنابيبه ومخابيره إلى أن يصل إلى وحداته الكيماوية البسيطة، وطرائق تفاعلها التي عن طريقها يصبح الماء ماء؛ فقد نقرأ كتب الكيمياء وكتب الفيزياء فلا تعثر فيها على كلمة «ماء»؛ لأنها كلمة غير علمية، مع أنها هي الكلمة التي لا كلمة سواها في ميدان استعمالها اليومي، فإذا قلَّت في حديثك «ماء» كنت تشير إلى هذه المادة من جانبها «الكيفي»، أما إذا حولها العلم إلى «٢ يد ١» (أي إلى ذرتين من الهيدروجين وذرة واحدة من الأوكسجين تفاعلت كلها معًا فكونت ذرة من الماء) فها هنا يكون التناول من الجانب الكمي؛ والجانب الأول للحياة الجارية، والجانب الآخر للبحث العلمي.
........

### (4 - 2) التفكير العلمي موضوعي
إن القِسمة إلى «كيف» و«كم» التي أوجزنا فيها القول، وحاولنا بها أن نبين أن التفكير العلمي يتخلص ما استطاع من المعاني الكيفية، ليقصر نفسه على الجوانب الكمِّية وحدها، أقول إن هذه القسمة قد انتهت بنا إلى تقسيم الصفات إلى نوعين: الصفات الأولية والصفات الثانوية، وهو تقسيم شاع في عصر النهضة الأوروبية بين رجال العلم ورجال الفلسفة على السواء (والفلسفة في معظم حالتها إن هي إلا فلسفة للعلم) وذلك رغبة منهم في التفرقة الواضحة بين ما يصلح للتناول العلمي وما لا يصلح، وإنه ليجوز لنا أن ننظر إلى ذلك التقسيم نفسه من زاوية «الموضوعية» و«الذاتية» فنجد أن الصفات الأوَّلية في الأشياء هي الصفات الموضوعية؛ أي هي الصفات التي لا ترتهن بطريقة الإدراك البشري للأشياء والظواهر؛ وأما الصفات الثانوية — على عكس زميلتها — فهي الصفات الذاتية؛ التي إنما يخلقها الإدراك البشرى خلقًا من عنده، بحكم تركيب الجهاز الإدراكي عند الإنسان، ومن قبيل ذلك؛ الألوان والطعوم والأصوات؛ فبينما يمكن الصفات الأولية الموضوعية المستقلة بوجودها عن الإدراك البشرى لها، أن تُقاس أبعادًا وأوزانًا وسرعات وهلمَّ جرًّا، نرى الصفات الثانوية الذاتية المعتمدة في وجودها على طريقة إدراك الإنسان لها، غير قابلة للقياس، ومن ثم فهي غير قابلة للتحوُّل إلى كم رياضي"، ويتابع الكاتب: "من خاصة الموضوعية التي يتميز بها التفكير العلمي، تتفرع خاصة أخرى بالغة الأهمية في تحديد ما نريد أن نحدده، وتلك هي أن تكون القضية العلمية المطروحة على العلماء، قابلة لأن تحقق بالوسائل التي تبرز خطأها لو كانت قضية خاطئة؛ فنحن إذ قلنا عن التفكير العلمي إنه «موضوعي» فإنما قصدنا إلى القول — تبعًا لذلك — بأن القضية العلمية مسألة اجتماعية لا مسألة فردية تخص قائلها وحده؛ أعني أن الباحث العلمي إذا ما أعلن عن فكرة ما وزعم لها أنها نتيجة تأدى إليها من بحثه، لم يكن له مندوحة حينئذٍ عن أن يُقيم أمام الناس (أي العلماء الزملاء في ميدان تخصصه) دليل صدقها، وليس من حقه أن يجعلها أمرًا خاصًّا به، أدركه بوسيلة لا يملكها إلا هو دون سائر الناس؛ فابتداء من اللغة أو الرموز التي يسوق فيها فكرته، يجب أن تكون لغة أو رموزًا مما اصطلح عليه علماء المجال الذي يبحث فيه، لكي يكون مراده مفهومًا لكل من أراد من هؤلاء العلماء أن يُتابعه ويُراجعه ويُناقشه فيما قدَّم. وإذن فلا بدَّ لفكرته المقترحة أن تكون مما يمكن التحقق منه بالحواس المشتركة من بصر وسمع وغيرهما، فلا تكون — مثلًا — من الخوارق التي يستعصى إدراك سرها على أبصار الناس وأسماعهم".
........
(5) وماذا عن العلوم الإنسانية؟
كنت خلال العام الجامعي 1953 - 1954 أستاذا زائرا في إحدى جامعات الولايات المتحدة الأمريكية، وكان التقليد الجاري في تلك الجامعة أن تستضيف رجالا من القمم العلمية في أمريكا ذاتها، ليقضي الزائر منهم أسبوعا أو نحو ذلك، يُحاضر طلاب الجامعة مجتمعين، ثم يعقد الندوات العلمية مع أعضاء هيئة التدريس؛ فكان من بين هؤلاء الزائرين الأفذاذ، في أثناء وجودي هناك «هنري مارجينو» الذي كان قبل ذلك أستاذًا للفيزياء في جامعة بيل، ثم انصرف باهتمامه إلى فلسفة العلوم؛ ومن ثَم فقد كانت ندواته مع هيئة التدريس في زيارته تلك تدور حول هذا الموضوع، وخصوصا فيما يختص بالعلوم الطبيعية، وبصفة أخص بعلم الفيزياء، وأراد أن يختم ندواته بندوة عن فلسفة العلوم الإنسانية: ماذا تكون القواعد الأساس في مناهجها؟ وبدأ حديثه يؤمئذ بسؤال ألقاه علينا نحن مجموعة الأساتذة الحاضرين، قائلا: لقد حدثتكم فيما قبل عن فلسفة المنهج في ميادين العلم الطبيعي، وأريد الآن أن أستمع إليكم فيما ترونه عن هذا الموضوع في ميدان العلوم الإنسانية، وهنا حدثت لحظة صمت قصرية، ثم بدأت أنا الحديث بعدها، فقد كنت بينهم زائرا جاء إليهم من بلد بعيد يختلف بثقافته وثقافتهم فيما تصوروا، وكأنما أحسست بالأنظار تتَّجه نحوي لأبدأ الحديث، فبدأت بسؤال وجهته إلى «هنري مارجينو»: أليس في بحثنا مقدما عن خصائص معينة لمنهج السير في العلوم الإنسانية، ما يتضمن أننا قد افترضنا اختلافًا بينها وبين العلوم الطبيعية في طريقة التناول؟ إن الرأي عندي هو أن نبدأ بافتراض آخر، وهو أن كل ظاهرة تقع تحت المشاهدة، يمكن تناولها بطريقة العلوم الطبيعية، لا فرق في ذلك بين ظاهرة إنسانية أو ظاهرة مناخية أو ظاهرة في معادن الأرض أو غيرها، إلى أن نستنفد إمكانات المنهج العلمي بهذا المعنى، فإذا بقيت من الظاهرة الإنسانية بقية يتعذر إخضاعها للمنهج الطبيعي، فإما أوجدنا لها منهجا خاصا بها، وإما حولناها إلى مجال آخر غير مجال العلوم.
........
(6) العلم وحده لا يكفي
وأعود إلى ما بدأت به، وهو أن حياة الإنسان متعددة الجوانب متشعبة الخيوط؛ هي كالقصر ذي الغرف الكثيرة والأبهاء الفسيحة، كثير الأبواب والنوافذ؛ فكل باب يؤدي بك إلى غير ما يؤدي إليه الباب الآخر، وكل نافذة تطل منها على مشهد غير المشهد الذي تراه من النافذة الأخرى، هذا أمر في حياة الإنسان غير منكور؛ لكننا في هذه الصفحات مقصرون أنفسنا على غرفة واحدة من القصر، وعلى نافذة واحدة من نوافذه وباب واحد من أبوابه، أما الغرفة الواحدة التي قصرنا أنفسنا عليها هنا فهي غرفة العلم، وأما النافذة التي فتحناها دون سائر النوافذ فهي تلك التي تطل على الواقع الخارجي الذي يمكن حسابه بالأرقام، وأما الباب الذي يُدخلنا إلى تلك الغرفة لنطل منها على ذلك المشهد، فهو المنهج العلمي الذي ذكرنا من أسسه أطرافًا موجزة.
ونقول ذلك تحذيرا لمن يهم بسؤالنا - وهنالك من القُراء من سوف يفعلون ذلك برغم كل تحذير - هل تريد برحلتك القصيرة هذه في ميادين التفكير العلمي أن تسقط من الحساب كائنات لا سبيل إلى شهودها بالإبصار ولا إلى سمعها بالآذان؟ وهل تريد للعلم والتفكير على أسسه، أن يبسط جناحيه العريضين ليشمل فيما يشمله حقائق هو عاجز بإزائها، كالحب والكراهية، والشجاعة والجبن، والرحمة والقسوة؟ هل يستطيع العلم أن يفسر لنا كيف تبدع العبقرية حين تبدع؟ كيف يتركب الموسيقار العظيم بحيث ينظم ما لا يستطيع سواه أن ينظمه؟ هل يمكن العلم أن يدلنا أين يقع الفرق في التكوين الجسدي بين المعري وشكسبير من جهة وعامة الناس من جهة أخرى؟ إذا كانت مقومات العالم هي الذرات التي يريد العلم أن يحسب مقاديرها ليضعها في دالات رياضية، فأين عسانا أن نضع في عالم كهذا معاني كالحرية والمساواة، وأين نضع المثل العليا التي يصبو الإنسان إلى تحقيقها؟ 
.......
ولنجعل خاتمة حديثنا هذا، القول بأن غاية الغايات التي ينشدها إنسان لنفسه — فيما أعتقد — هي أن يكون كائنًا حرًّا، وهذه الحرية النفسية إنما يوصل إليها عن الطريقين كليهما: العلم والوجدان؛ فبالعلم نعرف قوانين الظواهر الطبيعية فنُمسك بزمامها لتكون طَوع ما نريده منها، إننا بالعلم نُحطم قيود المكان والزمان المفروضة علينا بحكم الفطرة، فإذا كانت الفطرة تقضي على الساقين أن تتحركا بسرعة معينة، وإذا كانت الفطرة تقضي على صوت الحديث ألا يبلغ إلا إلى مدًى قصير يُقاس بالأمتار، وإذا كانت فطرة الجسد كله تقضي بأن ينجذب نحو الأرض لا يجاوز غلافها فإننا بإلجامنا لقوانين الطبيعة نطير، ونُبلغ صوتنا أقاصي الأرض، ونخرج من قيد الأرض وجذبها، إننا بالعلم نزرع الصحراء، ونُغيِّر مجرى النهر، ونُنزل المطر ونُقاوم المرض، فنفك بهذه القدرات وأمثالها القيود التي تشدنا إلى مكان بعينه وفي حدود فترة زمنية معلومة هي أعمارنا المسرفة في قصرها إذا نسبناها إلى الخلود الذي نسعى إليه.
وبالوجدان نفكُّ قيودًا أخرى لنتحرر، فالتسامي فوق حدود الأنانية الضيقة، والترفُّع — إذا شاءت عزيمتنا — عن قيود الحاجة، كالصوم حينًا عن الطعام والشراب، والإنفاق في سبيل الخير العام، وما إلى ذلك من نواحٍ في حياتنا نهتدي فيها بوحي من إيماننا، كل ذلك ضروب من الحرية تحققها لنا نوازع أخرى في قلوبنا غير نوازع العقل ومنهجه.
والحرية بشقَّيها: ما يتحقق منها عن طريق العلم بقوانين الطبيعة وقوانين السلوك الإنساني، وما يتحقُّق منها عن طريق الوجدان والإيمان، أقول إن تلك الحرية بشقيها، لعلها هي الأمانة التي عُرضت على السموات والأرض والجبال، فأبين أن يحملنها، وأشفقن منها، وحملها الإنسان

## نقد وتعليقات
كتب إيهاب الملاح على صحيفة عمان في 2 أكتوبر 2021: " كنت وما زلتُ على يقين بأن هناك من أعلام ثقافتنا العربية المعاصرة (رغم عظم ما قدموه لهذه الثقافة وأبنائها من إنجازاتٍ وخدماتٍ) لم يحظوا أبدًا بالتقدير والانتشار والشهرة التي تتناسب مع ما قدموه من إنجازات وأعمال تنوء بها مؤسسات بأكملها، فما بالك بفردٍ واحد وحيد. ولطالما كان اسم المرحوم الأستاذ الدكتور زكي نجيب محمود (1905-1993)، منذ ظهر هذا الاسم على غلاف أجزاء عديدة من كتاب "قصة الحضارة"، مترجمًا لأجزاء عديدة منه يثير انبهاري ودهشتي واستغرابي معًا"، ويواصل الكاتب قائلاً": " كان حظي سعيدًا بالتأكيد ليقع كتابان من كتب هذا الأستاذ العظيم بين يدي، لتجيب عن هذه التساؤلات إجاباتٍ مقنعة شارحة مسهبة، واضحة دون تقعير ولا غموض ولا التباس؛ أولهما كتيبه الممتاز "أسس التفكير العلمي"، والثاني "نظرية المعرفة" الذي كان بمثابة المرفأ العقلي ونقطة الانطلاق الفكرية لاستكمال الرحلة دون تخبط ولا التواء ولا جنوح".
يمجد حسام الحداد على موقع البوابة في 24 أبريل 2021 الفيلسوف زكي نجيب محمود قائلاً: "أحد رُوَّاد الفلسفة الوضعية المنطقية، في كتابه "أسس التفكير العلمي". إنه زكي نجيب محمود"، ويرى الدكتور أحمد مجاهد على موقع الوقائي أن زكي نجيب محمود وفي كتابه "أسس التفكير العلمي" يعمل على: " تحفيز العقل وإدخاله في لغة العصر، فأخذ يدعو المجتمع إلى تعديل سُلّم القيم والأخذ بالمنهج العلميّ، فالمجتمع العربيّ يعاني من مشكلة حقيقية نابعة من ميله إلى الوجدان على حساب العقل، الذي غاب عن ثقافتنا: "فنحن أمة تفضل القلب على الرأس، وترفع من شأن القلب على الرأس، وترفع من شأن المشاعر والوجدان، وهل هي مصادفة أن تجد منّا ألف شاعر كلما وجدت عالمًا واحدًا".

## وصلات خارجية
https://libraries.najah.edu/book/177361/ أسس التفكير العلمي
https://www.albawabhnews.com/4327213 أسس التفكير العلمي